# A magyar női labdarúgó-válogatott 2013. október 31-i mérkőzése
Előző mérkőzés - Következő mérkőzés
A magyar női labdarúgó-válogatott világbajnoki-selejtező mérkőzése Bulgária ellen, 2013. október 31-én Budapesten, amely 4–0-s magyar győzelemmel zárult.

## Keretek
| Magyarország | Magyarország | Magyarország | Magyarország |
| Név          | Kor          | Vál./Gól     | Klub         |
| ------------ | ------------ | ------------ | ------------ |

| Bulgária | Bulgária | Bulgária | Bulgária |
| Név      | Kor      | Vál./Gól | Klub     |
| -------- | -------- | -------- | -------- |

 megjegyzés: Az adatok a mérkőzés napjának megfelelőek!

## Az összeállítások
| 2013. október 31. 17:00 |

| Magyarország                                         | 4 – 0   | Bulgária |
| ---------------------------------------------------- | ------- | -------- |
| Szabó B. 4' Vágó 40' (11-esből) Sipos 71' Zeller 76' | (2 – 0) |          |

| Bozsik József Stadion, Budapest Játékvezető: Linn Andersson (SWE) |

| MAGYARORSZÁG:        |  |
|                      |  |
| Szövetségi kapitány: |  |
| Vágó Attila          |  |

| BULGÁRIA: |  |
|           |  |